# Chlebak

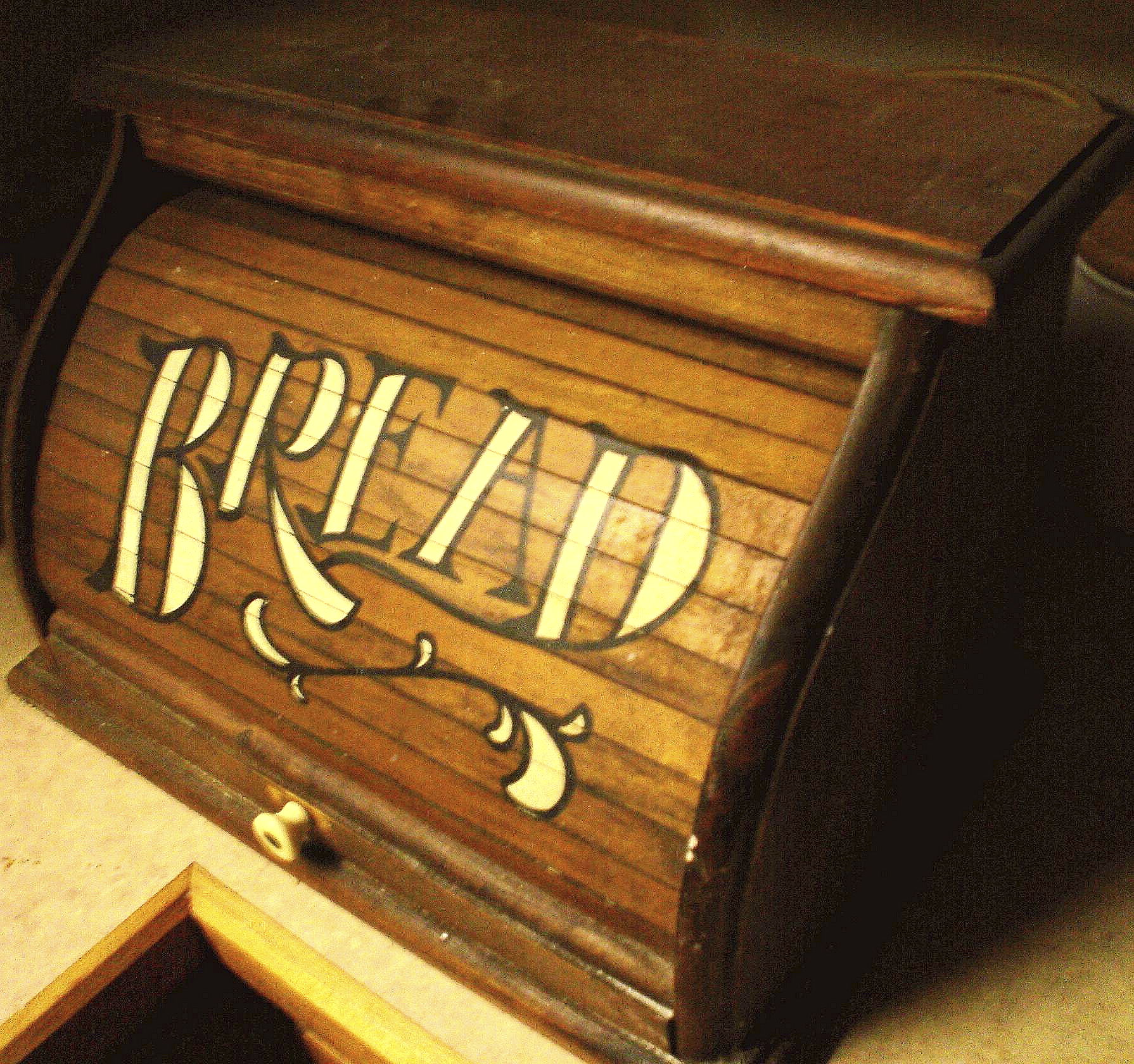
Chlebak – pojemnik

Chlebak – pojemnik kuchenny służący do przechowywania pieczywa, zmniejszający jego wysychanie i umożliwiający utrzymanie porządku.
Chlebaki w formie pojemników wykonywane są głównie z drewna, z tworzyw sztucznych i metalu. Chlebak składa się z części nieruchomej (dna) jak i części ruchomej (pokrywy).